# Yamana (kulle)
Yamana är en kulle i Antarktis. Den ligger i Sydshetlandsöarna. Argentina, Chile och Storbritannien gör anspråk på området.
Terrängen runt Yamana är huvudsakligen kuperad, men den allra närmaste omgivningen är platt. Havet är nära Yamana norrut. Trakten är obefolkad. Det finns inga samhällen i närheten. 